# 原田仁平
原田 仁平（はらだ じんぺい、1931年1月22日 - 2023年2月9日） は、日本の物理学者。名古屋大学名誉教授、元日本結晶学会会長。

## 人物・経歴
1953年に東京理科大学物理学科卒業。東京工業大学大学院中退後、1964年に東京工業大学から理学博士の学位を取得。東京工業大学助手、メルボルン大学研究員、ブルックヘブン国立研究所上級研究員、名古屋大学工学部応用物理学科助教授、名古屋大学工学部応用物理学科教授を経て、1994年退官、名古屋大学名誉教授、電気通信大学自然科学系列教授、日本結晶学会会長。1996年理学電機株式会社X線研究所所長。日本学術会議結晶学研究連絡委員会渉外幹事、アジア結晶学会設立委員、国際結晶学連合執行役員、京都大学原子炉実験所運営委員、高エネルギー物理学研究所放射光施設協議委員等も歴任した。
2023年2月9日に死去。92歳没。

## 著書
- 『材料分析における粉末X線回折法 : MiniFlexの利用』丸善プラネット 2015年
- "Powder X-ray Diffractometry in the Analysis of Materials : Utilization of MiniFlex" Maruzen Planet 2016年
- 『材料分析中的粉末X射綫衍射法 : MiniFlex的应用』丸善プラネット 2021年